# Gilles De Meyer
Gilles De Meyer (17 september 2006) is een Belgisch voetballer die onder contract ligt bij KAA Gent.

## Clubcarrière
De Meyer begon zijn jeugdopleiding bij KFAC Waarschoot en stapte op zesjarige leeftijd over naar KAA Gent. In december 2022 ondertekende hij zijn eerste profcontract bij Gent.
Op 19 mei 2023 maakte De Meyer zijn officiële debuut voor Jong KAA Gent, het beloftenelftal van Gent dat dat seizoen was ingestroomd in Eerste nationale: op de slotspeeldag liet trainer Emilio Ferrera hem in de 4-2-zege tegen Olympic Club Charleroi in de 64e minuut invallen voor Yari Stevens. In het seizoen 2023/24 speelde hij onder Arnar Viðarsson mee in 25 van de 34 competitiewedstrijden van Jong KAA Gent. De Meyer begon het seizoen als invaller, maar werd vanaf december een vaste waarde in de basisploeg van Viðarsson. Op 6 december 2023 kreeg De Meyer, die dat seizoen al acht keer was ingevallen, zijn eerste basisplaats in Eerste nationale: in de 0-4-zege tegen KSK Heist speelde hij een hele wedstrijd mee.
Op 30 oktober 2024 maakte De Meyer zijn officiële debuut voor het eerste elftal van Gent: in de bekerwedstrijd tegen Union Rochefortoise (7-0-zege) liet trainer Wouter Vrancken hem in de 78e minuut invallen.

## Clubstatistieken
| Seizoen         | Club            | Land            | Competitie       | Competitie | Competitie | Beker | Beker | Supercup | Supercup | Europees | Europees | Totaal | Totaal |
| Seizoen         | Club            | Land            | Competitie       | Wed.       | Dlp.       | Wed.  | Dlp.  | Wed.     | Dlp.     | Wed.     | Dlp.     | Wed.   | Dlp.   |
| --------------- | --------------- | --------------- | ---------------- | ---------- | ---------- | ----- | ----- | -------- | -------- | -------- | -------- | ------ | ------ |
| 2022/23         | Jong KAA Gent   | Vlag van België | Eerste nationale | 1          | 0          | —     | —     | —        | —        | —        | —        | 1      | 0      |
| 2023/24         | Jong KAA Gent   | Vlag van België | Eerste nationale | 25         | 0          | —     | —     | —        | —        | —        | —        | 25     | 0      |
| 2024/25         | Jong KAA Gent   | Vlag van België | Eerste nationale | 8          | 1          | —     | —     | —        | —        | —        | —        | 8      | 1      |
| 2024/25         | KAA Gent        | Vlag van België | Eerste klasse A  | 0          | 0          | 1     | 0     | —        | —        | 0        | 0        | 1      | 0      |
| Carrière totaal | Carrière totaal | Carrière totaal | Carrière totaal  | 34         | 1          | 1     | 0     | 0        | 0        | 0        | 0        | 35     | 1      |

Bijgewerkt op 4 november 2024.